# Edith Massey
Edith Massey (* 28. Mai 1918 in New York City oder San Francisco; † 24. Oktober 1984 in Los Angeles, Kalifornien) war eine US-amerikanische Schauspielerin und Sängerin, die durch ihre Zusammenarbeit mit dem Regisseur John Waters bei fünf Filmen bekannt wurde.

## Leben und Karriere
Die Informationen über Edith Masseys frühes Leben sind teilweise widersprüchlich. Nach Angaben ihres Bruders Morris starben sowohl ihr richtiger Vater als auch ihr Stiefvater während ihrer Kindheit, sodass die finanziell hilflose Mutter ihre fünf Kinder in einem Waisenhaus in Denver unterbrachte und dann verschwand. Massey wurde vom Waisenhaus in verschiedene Adoptivfamilien untergebracht, rannte allerdings mehrmals von diesen weg und zog nach Kalifornien, wo sie zunächst erfolglos ins Filmgeschäft einzusteigen suchte, wie sie in der Dokumentation Divine Waters ausführte. Massey heiratete 1946 den Soldaten Silvio Gigante, die Ehe wurde 1953 auf Wunsch von Massey geschieden. Nachdem sie zeitweise als Tänzerin gearbeitet hatte, ließ sie sich als Ladenverkäuferin und Barmädchen in Baltimore nieder.
Bereits seit ihrer Kindheit wollte sie zum Filmstar werden, doch erst mit über 50 Jahren gelangte Massey durch ihre Bekanntschaft mit dem Underground-Regisseur John Waters zum Kino. Durch ihre fünf Filme unter Waters’ Regie wurde sie zu einer Kultschauspielerin: Neben ihrem unverwechselbaren Äußeren war Massey vor allem durch ihre eigenwillige und schauspielerisch unprofessionell wirkende Sprechweise erkennbar, die auch Folge einer misslungenen Zahnoperation war. Massey war selbst unter den sogenannten „Dreamlanders“, dem exzentrischen Laienschauspielerensemble von Waters, eine markante Persönlichkeit und wurde so schnell bekannt. Über sie wurden die Filmdokumentationen Love Letter to Edie (1974) und Edith's Shopping Bag (1975) gedreht, in ersterer gibt sie Auskunft über ihr Leben und in letzterer sieht man sie bei der Eröffnung ihres eigenen Second-Hand-Ladens Edith's Shopping Bag in Baltimore.
Ihre Rolle in Pink Flamingos als in einem Käfig sitzende Mutter von Divine, die sehnsüchtig auf den Eiermann wartet, brachte ihr den Spitznamen „The Egg Lady“ ein. Ihre weiteren Waters-Filmauftritte waren: Eine Doppelrolle als Barmädchen und Mutter Jesu in Mutiple Maniacs (1970), die Darstellung der lesbischen Lederfetischistin „Tante Ida“ in Female Trouble (1974), die etwas bescheuerte Dorfherrscherin „Queen Carlotta“ in Desperate Living (1977) sowie die von der Putzfrau zur Millionärin aufgestiegene, liebenswerte „Cuddles“ in Polyester (1981). Ihre letzte Filmrolle (und die erste außerhalb von Waters-Filmen) verkörperte sie unter dem Rollennamen Dr. Durchfall in der Science-Fiction-Komödie Mutants in Paradise (1984) an der Seite von Brad Greenquist.
Neben der Schauspielerei hatte Massey ab Mitte der 1970er-Jahre auch ihre eigene Band mit dem Namen „Edie and the Eggs“, mit der sie quer durch die USA tourte, wobei sie auch bei diesen häufiger in bizarren Kostümen auf der Bühne stand. Musikalisch wurde die Band dem Punkrock zugeordnet, ironischerweise veröffentlichten sie aber auch ein Lied mit dem Titel Punks Get Off The Grass. 1982 nahmen sie eine Coverversion des Four-Seasons-Hits Big Girl’s Dont Cry auf. Edith Massey starb im Oktober 1984 im Alter von 66 Jahren an den Folgen von Lymphdrüsenkrebs.

## Filmografie
- 1970: Mutiple Maniacs
- 1972: Pink Flamingos
- 1974: Female Trouble
- 1977: Desperate Living
- 1981: Polyester
- 1984: Mutants in Paradise